# Андрузький Георгій Левович
Гео́ргій (Ю́рій) Ле́вович Андру́зький (26 травня (7 червня) 1827, Вечірки Пирятинського повіту Полтавської губернії Російської імперії (нині Пирятинського району Полтавської області України) — після 1864) — український громадський діяч, поет, учений. Член Кирило-Мефодіївського товариства.

## Життєпис
Народився в багатодітній сім'ї дрібного поміщика, відставного майора.
Після навчання в шляхетному пансіоні Першої Київської гімназії 1845 року вступив у Київський університет св. Володимира на юридичний факультет.
Від 1846 року брав участь у діяльності Кирило-Мефодіївського братства, де був наймолодшим членом. Досліджуючи політико-правові питання, написав два проєкти Конституції: «Проєкт досягнення можливого ступеня рівності і свободи (переважно в слов'янських землях)» та «Ідеал держави».
30 березня 1847 заарештований. Обидва проєкти, а також зошит віршів були долучені до справи. Висланий під нагляд поліції до Казані, з правом вступу в Казанський університет. У грудні 1847 виключений за власним проханням з огляду на поганий зір.
1848 року переведений в Олонецьку губернію, до Петрозаводська, де служив канцеляристом.
Під час несподіваного обшуку жандарми знайшли 14 зошитів з записами, серед яких був останній варіант Конституції — «Начерки Конституції Республіки», де пропонувалося створити федерацію слов'янських народів — Слов'янські Сполучені Штати без Росії. Слов'янська республіка рівноправних штатів з центром у Києві мала включати 7 автономій зі своїми президентами: 1) Україна з Галичиною, Чорномор'ям та Кримом; 2) Польща з Познанню, Литвою і Жмуддю; 3) Бессарабія з Молдавією і Валахією; 4) Остзея; 5) Сербія; 6) Болгарія; 7) Дон. Це була оригінальна і смілива думка: відновлення Гетьманщини, якщо можна — окремо, якщо ні — в Слов'янщині. Серед записів був такий: «Щоб створити Україну, необхідно зруйнувати Росію».. Губернатор М. Писарєв доносив шефу жандармів графу О. Ф. Орлову: «Андрузский, как упорный малоросс, остался при тех же нелепых и преступных мыслях, которые обнаруживал в учрежденной в 1847 году под начальством Вашим комиссии, в которой я имел честь находиться».
За порушення режиму заслання заарештований і ув'язнений у Соловецькому монастирі (1850–1854).
У липні 1854, під час нападу на монастир англо-французької ескадри (під час Кримської війни) Андрузький відзначився хоробрістю і в нагороду був переведений до Архангельська, де служив у канцелярії Архангельської палати кримінального і цивільного суду (1854—1857).
1856 йому дозволено повернутися в Полтавську губернію.
У 1857—1864 роках перебував в Україні під наглядом поліції. Служив у Полтавському окружному суді.
1864 р. його ім'я згадувалося в зв'язку з порушенням питання про зняття нагляду поліції.
Як прожив останні роки і коли помер, невідомо.
Автор «Начерків Конституції Республіки» (1850) і поетичних творів. Під впливом Т. Шевченка, з яким познайомився влітку 1846 у Києві, писав вірші, відображаючи долю закріпаченої України («Не плачте, ріднесенька мамо», «Україна» та інші).